# St. Peter am Wimberg
St. Peter am Wimberg, Sankt Peter am Wimberg – gmina targowa w Austrii, w kraju związkowym Górna Austria, w powiecie Rohrbach. Liczy 1772 mieszkańców (1 stycznia 2015).